# Strata Diocletiana
Strata Diocletiana (latin för "Diocletianus väg") var en befäst militär- och handelsväg som löpte längs den östra ökengränsen, Limes Arabicus, i den romerska provinsen Syria, i dagens Syrien och Jordanien. Som namnet antyder konstruerades vägen under kejsar Diocletianus regeringstid (284–305 e.Kr.) som en del av en omfattande befästningsenhet. Vägen kantades av en serie rektangulära fästningsverk (quadriburgia), alla byggda på ett liknande sätt vid vattenrika platser, belägna en dagsmarsch (cirka 20 romerska miles) från varandra. Längs vägen byggdes stora vattentankar och milstolpar för att underlätta färden åt båda håll och för att underlätta försvaret mot olika beduinstammar. Vägen började vid södra stranden av floden Eufrat och sträckte sig sedan åt sydväst, passerade öster om Resafa, Palmyra, Damaskus och Bosra och sedan ner till nordöstra Arabien.